# غول حواصیل
غول حواصیل یا حواصیل بزرگ (نام علمی: Ardea goliath) نام گونه‌ای حواصیل از سرده حواصیل‌های نمادین است که به خاطر جثه بزرگش شناخته شده است. این پرنده در مناطق جنوبی صحرای آفریقا زندگی می‌کند و گاه در جنوب آسیا و جنوب شرق اسیا نیز یافت می‌شود. نام فارسی غول حواصیل بر پایۀ واژه "غول" در نام‍‌های انگلیسی و لاتین این گونه برگزیده شده است. 

## ویژگی‌های ریخت‌شناسی
غول حواصیل پرنده‌ای بزرگ جثه با ۱۴۵ سانتی‌متر طول است که اندکی همانند حواصیل ارغوانی، ولی بسیار بزرگتر است. این پرنده بیشترین طول و بزرگترین جثه را در میان همه دیگر حواصیل‌ها دارد و در حالت ایستاده قدی برابر با قد یک انسان بالغ دارد. این پرنده دودیسی جنسی ندارد و نر و ماده همانند هم هستند. سر، حاشیه گردن و پهلوهای این پرنده به رنگ قرمز بلوطی و بالای سرش کمی تیره‌تر است. منقار آن بزرگ و سنگین و به رنگ خاکستری مایل به سبز است. چانه و اندکی از زیر گلو سفید رنگ و گردن دارای خط‌های عمودی راه‌راه به رنگ سیاه با زمینهٔ سفید است. روتنه "غول حواصیل" تیرهٔ مایل به آبی، زیرتنه آن بلوطی مایل به خرمایی و پاهایش تیره است. پرواز این پرنده مشخص و سنگین همراه با بال زدن‌های آرام است.

## تغذیه
غول حواصیل‌ها پرنده‌هایی تک‌زی و گوشه‌گیر هستند و از قلمرو خود در برابر نزدیک شدن دیگر حواصیل‌ها بالغ دفاع می‌کنند. آن‌ها با پاهای بلند خود در آب‌های کرانه‌ای راه می‌روند و به انتظار ماهی‌ها می‌نشینند. رژیم غذایی آن‌ها را ماهی و قورباغه و برخی دیگر جانوران آبزی تشکیل می‌دهد.

## زیستگاه
غول حواصیل‌ها اغلب ساکن و بومی هستند و در کنار تالاب‌ها، خورها، خلیج‌ها، کرانه‌های دریاها و دریاچه‌ها زندگی می‌کنند. آن‌ها به ندرت در ایران در مناطق جنوبی خلیج فارس و کرانه‌های دریای عمان دیده می‌شوند.